# Overleie (Harelbeke)
Overleie is het deel van Harelbeke dat zich ten noorden van de Leie bevindt. Het is verbonden met het stadscentrum door de Hoge Brug. Historisch dankt Overleie haar naam naar een gelijknamige heerlijkheid die destijds ten noorden van de Leie was gelegen. De Overleiestraat die in het midden van de wijk loopt, vormt een belangrijke invalsweg richting het centrum van Harelbeke. De straat kent een concentratie aan winkels en voorzieningen. Het gebied omvat ook de wijken Ter Perre, Bloemenwijk, Vaarnewijk en het Moleneiland. Ten noorden van Overleie bevindt zich de deelgemeente Bavikhove.

## Geschiedenis

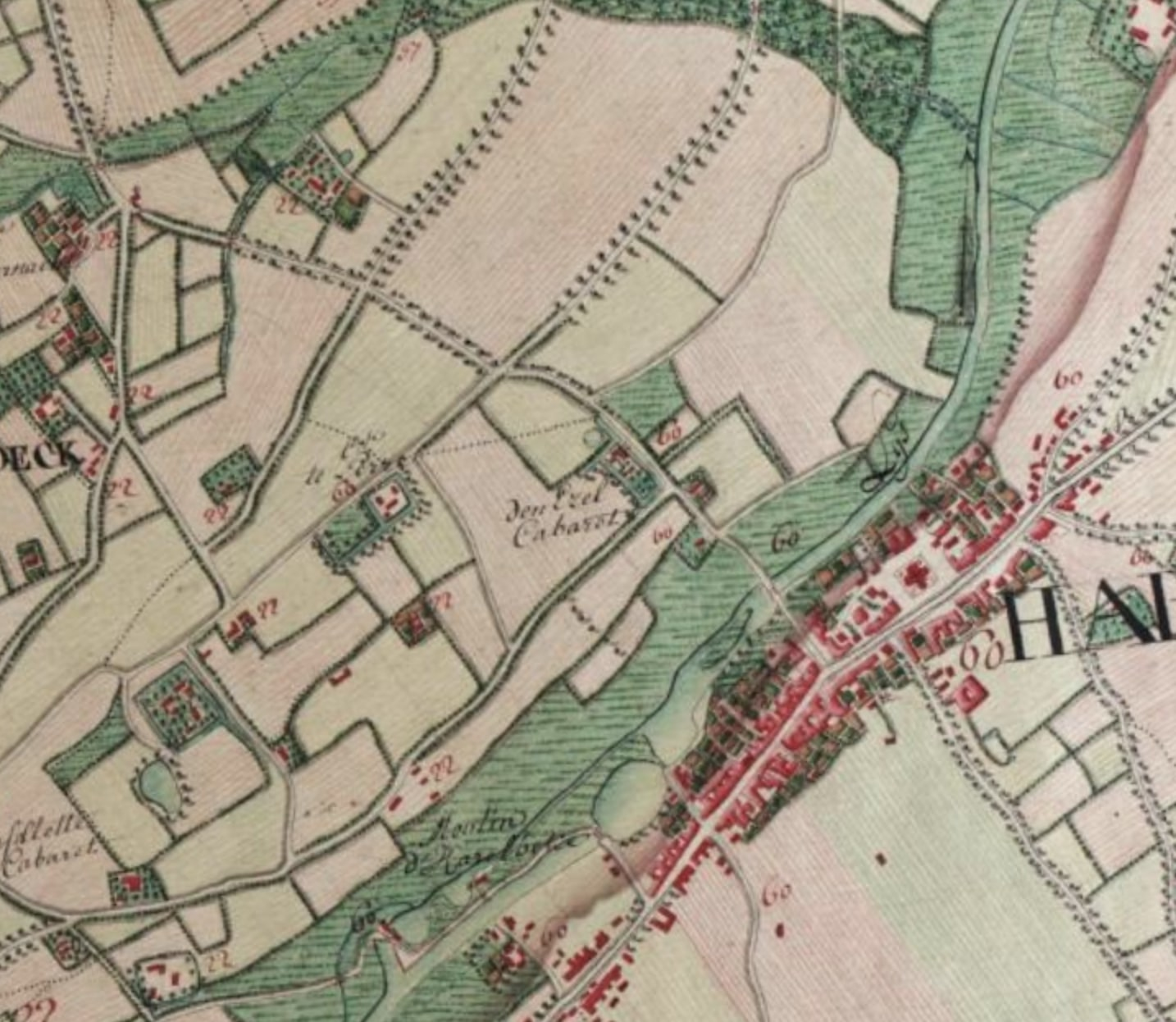
Harelbeke op de Ferrariskaart (1771-1777). Op de plattegrond is de aanwezigheid van cabaret "Den Ezel" in de Overleiestraat te zien.

Vandaag is Overleie verstedelijkt en bestaat voornamelijk uit woonwijken en bedrijventerreinen. Vroeger, in de vroegmoderne tijd zag Overleie veel landelijker eruit. Het besloeg voornamelijk uit boerderijen. De eerste woningen ten noorden van de brug kan gezien worden op kaart van Jacob van Deventer uit 1560. Opmerkelijk had de Overleiestraat in 1777 een eerste café: “Cabaret Den Ezel”. Sinds 2013 is "Den Ezel" niet meer terug te vinden als café, maar wel als de naam van een krantenwinkel.
Aan de Leie was er een natuurlijk overstromingsgebied, die is vandaag niet meer aanwezig sinds de Leie in de 20e eeuw dieper en breder gegraven werd om grotere scheepvracht toe te laten.
De verstedelijking van de Overleiestraat begon in de tweede helft van de 19de eeuw, wat de street het zicht gaf van een dicht aaneenbouwde straat met kleine woningen. Volgens De Flou werd de naam van de wijk Overleie voor het eerst vermeld in 1846.
Sinds de jaren 1960 en 1970 verrezen er nieuwe woonwijken naast de Overleiestraat met in het westen de wijk Ter Perre; en in het oosten de Bloemenwijk. De Vaarnewijk, een bedrijventerrein voor kleine bedrijvigheid werd ook ingericht in deze periode. In 1976 werd de elektriciteitscentrale van Harelbeke in Overleie in gebruik genomen. Deze sloot in 2012 nadat bleek dat het niet langer rendabel meer was.
In 2009 werd groen licht gegeven voor het woonpark Harelbeke-Kuurne, een gebied van 21 hectare gelegen in de gemeentes Harelbeke en Kuurne aan de Leie. De site is voorzien van hogere bebouwing en een centraal gelegen park. Het is verwacht om plaats te bieden voor ongeveer 525 woongelegenheiden.

## Industrie
Industrie kent men in industriezone Vaarnewijk en de bedrijfssite van Geldof. Het metaalconstructiebedrijf Geldof dat in 1969 opgericht werd door Michel Geldof, is gelegen vlak bij de Leie, die toegankelijk is via de Broelkaai. Het maakt gebruik van transport per binnenschip voor grote constructie-materialen en afgewerkte metalen producten.
Tijdens de Leiewerken van 2011 tot 2019 werd een nieuwe kade, ten noorden van de Broelkaai aangelegd, aangevuld met werfmateriaal.

## Hoge Brug
Van bij het ontstaan van de stad waren beide kanten van de Leie verbonden door een brug; nl. de. Hooghe Leyebrugghe. De brug was lange tijd een belangrijke brug in de regio, doordat ze de enige brug over de Leie was tussen Kortrijk en Deinze. Door oorlog werd de brug vaak beschadigd en daarna terug opgebouwd.
Tijdens de Leiewerken in Harelbeke van 2011 tot 2019 die ondernomen werden om zwaarder scheepverkeer langs de Leie mogelijk te maken, werd een nieuwe sluis gebouwd, de Leie verdiept, de kades herbouwd en werd een nieuwe hogere brug gebouwd om zwaarder scheepverkeer op de Leie mogelijk te maken. De huidige brug werd geopend in 2015.

## Verkeer
In het noorden van het gebied loopt de N36, die Roeselare verbindt met Deerlijk. Vanaf de N36 is de Overleie bereikbaar langs de Bavikhoofsestraat met een rotonde. Aan de kant van de Leie bevindt zich het jaagpad dat voornamelijk gebruikt wordt door fietsers. Ter hoogte van de bedrijfssite van Geldof wordt het jaagpad op twee plaatsen gekruist door intern verkeer van het bedrijf.

### Openbaar vervoer
Langsheen Overleie lopen 2 buslijnen van De Lijn:
- lijn 74 (Kortrijk - Harelbeke - Bavikhove - Hulste) met haltes in de: Broelstraat, Violettenstraat en in de Overleiestraat.
- lijn 76 (Kuurne - Harelbeke - Zwevegem) met haltes in de Overleiestraat